# Jan Christiaan Fabius
Jan Christiaan Fabius (Garderen, 29 november 1849 – Delft, 8 april 1924) was een Nederlands politicus.

## Familie
Fabius was een lid van het patriciërsgeslacht Fabius en zoon van ds. Gerbert Henry Fabius (1821-1860), ned.-herv. predikant laatst. te IJsselstein en van Adriana Ledeboer (1826-1907). Hij trouwde in 1872 Johanna Elisabeth Knockers van Oosterzee (1852-1902) en in 1914 Teuntje Cornelia Vos (1861-1937); uit het eerste huwelijk werden zeven kinderen geboren. Hij was de broer van de hoogleraar en staatsraad Paul Fabius.

## Loopbaan
Fabius was een officier van orthodoxen huize uit Delft, die negen jaar de ARP vertegenwoordigde als Tweede Kamerlid. Hij was in Delft werkzaam bij de artillerie-inrichting en als magazijn- en laboratoriabeheerder bij de munitieschool. Als Kamerlid was hij militair- en onderwijswoordvoerder. Fabius stemde in 1883 vóór de conclusie van een commissie van rapporteurs, waarin een de handelwijze van het Indische Gouvernement bij het afsluiten van een contract met de Billiton Maatschappij werd veroordeeld. Aanneming van deze conclusie was voor minister De Brauw reden om af te treden.
Hij werd later inspecteur van het lager onderwijs.
- Biografisch Portaal: 21072131
- International Standard Name Identifier: 0000 0003 8906 0933
- Nederlandse Thesaurus van Auteursnamen: 329508245
- Parlement.com: vg09ll0kstyj
- Virtual International Authority File: 282397289